# Buczyna (województwo zachodniopomorskie)
Buczyna (niem. Emilienhof) – osada w Polsce położona w województwie zachodniopomorskim, w powiecie świdwińskim, w gminie Świdwin.